# خوان بابلو خيمينيز كونشا
خوان بابلو خيمينيز كونشا هو سياسي مكسيكي، ولد في 2 مارس 1966 في ولاية بويبلا في المكسيك. نشط حزبياً في الحزب الثوري المؤسساتي. وقد انتخب عضو مجلس النواب المكسيك ‏.